# Los héroes de los griegos
Los héroes de los griegos (en alemán Die Heroen der Griechen) es una obra sobre mitología griega publicada en 1958 por el filólogo, helenista y mitógrafo húngaro Károly Kerényi.
Es el segundo volumen de la obra completa Die Mythologie der Griechen (La mitología de los griegos), siendo el primero Die Götter - und Menschheitsgeschichten (Los dioses de los griegos) (1951). Más tarde sería publicada también como Heroengeschichten o Heroen-Geschichten.

## Contenido
Como sucede con su obra clásica Los dioses de los griegos, Karl Kerényi escribió este libro convencido de que había llegado el momento de hacer una mitología para adultos, pues hasta entonces sólo existían grandes manuales para especialistas en estudios clásicos, historia de las religiones, etnología, o bien libros de mitos clásicos para niños, remodelados y falseados de acuerdo con determinados puntos de vista educativos. Kerényi destinó este libro a todos aquellos adultos cuyo interés fundamental fuera el estudio del ser humano desde cualquier rama del conocimiento, ya que para él la mitología puede ser también un testimonio del pensamiento humanista moderno. Por esta razón dedicó esta obra a los poetas del futuro.
Con gran sentido literario y profundidad mitológica, Karl Kerényi nos ofrece en este libro un magnífico fresco completo de todas las figuras del mundo heroico de los griegos: Cadmo y Harmonía, Dánao y sus hijas, Perseo, Hipodamía y Penélope, Tántalo, los Dioscuros, Heracles, Sísifo, Belerofonte, Frixo y Hele, Edipo, Meleagro, Atalanta, Jasón, Orfeo, Eurídice, Medea, Ifigenia, Aquiles...

## Edición en castellano
- Kerényi, Károly (2009, 2021). Los héroes griegos (Segunda edición). Prólogo Jaume Pórtulas, traducción Cristina Serna. Colección Imaginatio Vera 35, cartoné, 544 páginas, 24 imágenes en color. Vilaür: Ediciones Atalanta. ISBN 978-84-122130-6-5.

- Datos: Q5980944